# Мосолов Георгій Костянтинович
Гео́ргій Костянти́нович Мосо́лов (рос. Георгий Константинович Мосолов; нар. 3 травня 1926 — 18 березня 2018) — заслужений льотчик-випробувач СРСР (1967), заслужений майстер спорту СРСР (1965), Герой Радянського Союзу (1960), полковник (1963).

## Життєпис
Народився 3 травня 1926 року в Уфі (Башкортостан, Росія). Росіянин. У 1943 році закінчив Центральний аероклуб імені В. П. Чкалова, евакуйований у Казань (Татарстан), у 1944 році — Казанську спецшколу ВПС.
В лавах РСЧА — з червня 1944 року. У вересні 1945 року закінчив 10-у школу початкового навчання льотчиків (м. Кременчук, Полтавська область), у 1948 році — Чугуївське військове авіаційне училище льотчиків (Харківська область), у 1949 році — Вищу офіцерську авіаційно-інструкторську школу (м. Грозний). З 1948 по 1951 роки — льотчик-інструктор Чугуївського військового авіаційного училища льотчиків. У 1953 році закінчив Школу льотчиків-випробувачів, у 1959 році — Московський авіаційний інститут.
З 1953 — льотчик-випробувач, з 1959 по 1962 роки — старший льотчик-випробувач ОКБ ім. А. І. Мікояна. Підняв у небо і провів випробування великої кількості бойових літаків, розроблених і побудованих в ОКБ протягом цих років: Е-2 (1955), І-3У (1956), І-7У (1957), І-75 (1958), І-75Ф (1958), Е-152А (1959), Е-152 (1961), Е-8 (1962). Провів випробування літака МіГ-17 (СН) на штопор, брав участь у випробуваннях літаків-винищувачів МіГ-17, МіГ-19, МіГ-21 та їх численних модифікацій.
Г. К. Мосолов встановив 6 світових авіаційних рекордів (з них 3 — абсолютні): у 1959 році — 2 рекорди швидкості на літаку МіГ-21Ф, у 1961 році — 2 рекорди висоти на літаку МіГ-21Ф, в 1962 році — 2 рекорди швидкості на літаку Е-152.
11 вересня 1962 року під час випробувального польоту на дослідному надзвуковому літаку-винищувачі Е-8 сталася аварія внаслідок руйнування двигуна. Під час катапультування отримав важкі травми, через які після одужання не зміг повернутися на льотну роботу. До 1969 року працював провідним конструктором ОКБ А. І. Мікояна. З квітня 1966 року полковник Г. К. Мосолов — у запасі.
З 1969 по 1975 роки працював завідувачем кафедри військово-патріотичного виховання у Вищій комсомольській школі при ЦК ВЛКСМ. У квітні—грудні 1978 року — директор Державного республіканського російського народного ансамблю «Росія». З 1979 по 1983 роки — помічник представника «Аерофлоту» в Гельсінкі (Фінляндія).
Мешкав у Москві. Пішов з життя 18 березня 2018 року.

## Нагороди
Указом Президії Верховної Ради СРСР від 5 жовтня 1960 року за мужність і героїзм, виявлені під час випробування нової авіаційної техніки, підполковнику Мосолову Георгію Костянтиновичу присвоєне звання Героя Радянського Союзу з врученням ордена Леніна і медалі «Золота Зірка» (№ 11119).
Також був нагороджений орденами Леніна (12.07.1957), Червоної Зірки (31.07.1961) і медалями.
Заслужений льотчик-випробувач СРСР (20.09.1967), заслужений майстер спорту СРСР (1962).
Тричі (1960, 1962, 1963) нагороджувався медаллю де Лаво (МФП).